# Franz Bonnet
Franz Gustav Albert Bonnet (* 12. Oktober 1893 in Berlin; † 28. September 1972) war ein deutscher Schauspieler.

## Leben
Nach einer Schlosserlehre absolvierte Franz Bonnet von 1922 bis 1924 seine Schauspielausbildung bei Ferdinand Gregori in Berlin, wo er ab 1924 als Schauspieler debütierte. Nach den Deutschen Bühnenjahrbüchern agierte Bonnet 1937 bis 1939 nachweislich als eingesetzter Gastdarsteller am I. Kurmärkischen Landestheater in Luckenwalde, einem  neu gegründeten festen Ensemble mit  vielen Gastspielorten in  Brandenburg. Über Engagements an der Volksbühne Berlin folgte von 1940 bis 1956 eine Bühnentätigkeit in Schwerin, ehe er über andere Bühnen ab 1962 zum Deutschen Theater nach Berlin kam.
Daneben Filmtätigkeit ab den 1930er Jahren in zumeist kleineren Filmrollen. Später auch Filmangebote der DEFA, wo er aber auch zumeist in Nebenrollen zu sehen war.
Aus seiner 1922 geschlossenen ersten Ehe mit Johanna Schneider (1899–1968) stammt sein Sohn Horst Bonnet, später ein Regisseur für Musiktheaterstücke.

## Filmografie (Auswahl)
- 1953: Jacke wie Hose
- 1957: Mutter Courage und ihre Kinder (Theateraufzeichnung)
- 1960: Das Zaubermännchen
- 1960: Fernsehpitaval: Der Fall René Levacher alias… (Fernsehreihe)
- 1965: Solange Leben in mir ist
- 1966: Die Söhne der großen Bärin
- 1968: Heroin
- 1969: Wie heiratet man einen König?
- 1970: Unterwegs zu Lenin
- 1972: Trotz alledem!

## Theater
- 1965: Jewgeni Schwarz: Der Drache (Meister der Instrumentenbauerzunft) – Regie: Benno Besson (Deutsches Theater Berlin)
- 1967: Horst Salomon: Ein Lorbaß – Regie: Benno Besson (Deutsches Theater Berlin)